# عائشة كورا
عائشة كورا (بالتركية: Ayşe Cora)‏ مواليد 3 مارس 1993 في إسطنبول، هي لاعبة كرة سلة تركية. بدأت مسيرتها الاحترافية في سنة 2005. تلعب مع نادي فنربخشة في الدوري التركي لكرة السلة للسيدات. يبلغ طولها 5 قدم 9 بوصة (1.8 م). مثلت منتخب بلادها. شاركت في دورة الألعاب الأولمبية الصيفية سنة 2016.

## المسيرة الاحترافية
لعبت مع نادي بشكتاش لكرة السلة للسيدات من سنة 2008 إلى 2011، ثم لعبت مع نادي غلطة سراي لكرة السلة للسيدات من سنة 2011 إلى 2014، ثم لعبت مع نادي بشكتاش لكرة السلة للسيدات في موسم 2015–2016، ثم لعبت مع نادي فنربخشة لكرة السلة للسيدات في سنة 2016.

## روابط خارجية
- عائشة كورا على موقع الاتحاد الدولي لكرة السلة (الإنجليزية)
- عائشة كورا على موقع كرة السلة الأوروبية.كوم (الإنجليزية)
- عائشة كورا على موقع بروبوليرز (الإنجليزية)
- عائشة كورا على موقع سبورتس رفرنس (الإنجليزية)
- عائشة كورا على موقع اللجنة الأولمبية الدولية (الإنجليزية)
- عائشة كورا على موقع أوليمبيديا (الإنجليزية)